# Гребінецька Марія Зіновіївна
Гребіне́цька Марі́я Зіно́віївна (нар. 1883, Київ — пом. 15 серпня 1972, Нью-Йорк) — українська акторка, співачка (лірико-драматичне сопрано), музична педагогиня. Відома виступами в Театрі Миколи Садовського, в Одеській опері, Театрі товариства «Руська бесіда» у Львові.
Випускниця Музично-драматичної школи М. Лисенка, учениця Олександра Мишуги.
В еміграції — співачка Народного дому в Нью-Йорку (1923—1928), солістка ансамблю «Українське тріо» (1931—1934, Нью-Йорк).

## Життєпис

### Дитинство і навчання
Марія Гребінецька народилась в 1883 році в Києві. Дитинство пройшло в Києві. Її батьки були вчителями української мови та літератури і матеріально були досить забезпеченими, щоб дати гарну освіту дітям.
Марія закінчила приватну музичну школу М. Лєсневич-Носової, а у 1905—1907 році навчалась співу у самого Олександра Мишуги в Музично-драматичній школі М. Лисенка, була однією з найкращих його учениць. Також її називали «однією з найвидатніших співачок школи Лисенка» («Рада» від 18 лютого 1908 року)
Співачка не раз згадувала настанови учителя: «Стати співачкою світової слави, такою, щоби всі знали і казали, що оце Маруся Гребінецька, українка, яка зреклася усього, щоби жити для мистецтва, — це життя. А голос є і музикальність є, і відповідний зверхній вигляд, й інтелігенція, і молодість.»
Музикознавець Вадим Щербаківський, який знав Марію Гребінецьку з її дитинства, згадував: «У сусідстві з моєю кімнатою була квартира Гребінецьких, у яких панночка Марія, що мала добре сопрано, училася в Мишуги. Було надзвичайно цікаво чути, коли вона, прийшовши зі школи, співала разом із Михайлом Микишею дует із „Мефістофеля“ Арріґо Бойто. Їхні голоси звучали так, ніби це було справді десь далеко, але явище далини досягалося не тихістю голосів, а особливою їх вібрацією. Враження було таке, що ці голоси летіли за те море й далекий острів, про які йшла мова в пісні. Голоси котилися так, наче це було щось зовнішнє, як якийсь зефір, здатний летіти безконечно далеко».
За рекомендацією О. Мишуги для вдосконалення своєї майстерності Марія поїхала в Мілан. В Італії вона навчалась співу з 1907 до 1911.

### В Одеській опері
Після закінчення навчання в 1911 Марія Гребінецька стає солісткою Одеської опери, дебютувавши в партії Оксани в опері «Запорожець за Дунаєм» С. С. Гулака-Артемовського. Там же співала в операх «Чорноморець», «Різдвяна ніч», «Наталка Полтавка», «Утоплена», «Енеїда», «Галька». В Одесі Марія працювала з 1911 до 1912 року.
1918—1920 викладала в Одеському театральному інституті імені Марка Кропивницького.

### В театрі Миколи Садовського
1 вересня 1914 Марія Гребінецька стає солісткою уславленого Театру Миколи Садовського. У цьому театрі вона співала всі сопранові партії.
Про цей час у листі до О. Мишуги вона писала: «Я служу в театрі Садовського. Справи його йдуть якнайкраще, чого не можна було собі уявити. Збори майже щодня повні. Я співала в „Запорожці за Дунаєм“, „Вії“, „Утопленій“, „Наталці Полтавці“, „Гальці“. Усіх опер не можна було ставити, так як забрали більшу частину трупи, хору й оркестру до війська. Голосом почуваюся добре, але наскільки краще я би співала, якби довший час працювала з Вами, дорогий маестро».
На той час, будучи прекрасною вокалісткою, Гребінецька ще не мала досвіду драматичної акторки. Видатний композитор і хоровий диригент Олександр Кошиць згадував: «Надзвичайно трудна була робота з постановкою „Різдвяної ночі“ Лисенка. Річ в тім, що правдивих артистів-співаків у нас був один тенор Внуковський. Решта — або драматичні артисти трупи, або ті, що одержали музичну освіту, але не були ще на сцені. Це головна героїня Марія Гребінецька та бас Гр. Павловський. Марія Гребінецька мала дуже гарне, трохи сухувате сопрано, добре вправлене. Так що з цього боку справа була поставлена добре. На жаль, у неї була велика хиба — невміння характеризуватись.» Та завдяки вмілим рішеннями постановників спектакль пройшов успішно.

### Львів, Ужгород, Прага
Після переїзду театру Миколи Садовського з Києва у 1919 році і подальшого припинення його роботи Марія Гребінецька з часом почала працювати у Львові в Театрі товариства «Руська бесіда» (1921—1922).
20 травня 1922 Марія Гребінецька і Т. Бесарабов дали концерт в Ужгороді. Програма концерту включала арії світової класики і романси, які виконувались українською, італійською і французькою мовами. Чеський часопис «Podkarpatské listy» відгукнувся позитивною рецензію Еманна Паржизека з великою прихильністю до мистецтва виконавців.
На початку вересня 1922 Марію Гребінецьку запросили виступати на Шевченківських концертах у Празі, де вже працював Олександр Кошиць. Там вона стала хористкою Української республіканської хорової капели під керівництвом видатного диригента.

### За океаном
Поповнившись новими співаками, капела підготувалась до виїзду в США. До Нью-Йорка капела, перейменована на Український національний хор, прибула 3 жовтня 1922 року, а 5 жовтня відбувся його виступ у знаменитому залі «Карнегі-хол».
У складі хору Марія Гребінецька взяла участь у великому восьмимісячному концертному турі містами США та Канади, а 20 травня 1923 почалались їх гастролі містами Аргентини, Чилі, Параґваю, Венесуели, Куби та Мексики. В хорі виступали також брат Марії Гребінецької Михайло і його дружина Дора (Федора) Стеценко, сестра композитора Кирила Стеценка. Після повернення до США хор дав ще один концерт і на початку 1924 року припинив своє існування.
Гребінецька знайшла роботу в Музичній школі імені М. Леонтовича (Нью-Йорк) за сприяння композитора і диригента Михайла Гайворонського. Тоді ж вона разом з братом Михайлом і його дружиною Дорою Стеценко почала виступати в молодіжному українському театрі, про який писала газета «Свобода» 7 вересня 1928.
На початку 1930-х скрипаль, педагог і композитор Роман Придаткевич організував ансамбль «Українське Тріо», який виступав у нью-йоркському концертному залі «Таун-Холл» і виконував композиції Й. Баха, В. Барвінського, M. Лисенка, К. Стеценка. До тріо увійшли: сопрано Марія Гребінецька, піаністка Аліса Корчак (яку пізніше замінила Ольга Ткачук) і сам Роман Придаткевич як скрипаль. Концерти «Українського тріо» проходили з небувалим успіхом. Крім того проводились масові свята на честь ювілеїв діячів української культури. Майже щонеділі відбувалися театральні вистави аматорів. Небувалим піднесенням відзначалися вистави під керівництвом М. Гребінецької «Запорожець за Дунаєм» і «Катерина».
Марія Гребінецька вперше виступила за тріо 14 листопада 1931 року, а через три роки підготувала собі заміну в особі талановитої учениці Йосипи Яреми-Чиж, після чого знову повернулася до роботи в театрі — 5 березня 1932 під її керівництвом у залі Українського дому в Нью-Йорку було здійснено постановку опери «Катерина» М. Аркаса.
Перед зірками української сцени, доля яких закинула за океан, постала проблема вивчення англійської мови, яка не обійшла і Марію Гребінецьку. В 1941 році вона закінчила вечірню школу імені Вашингтона Ірвінга в Нью-Йорку і отримала найвищу серед випускників нагороду — золоту медаль, що давала право на стипендію при подальшому навчанні англійською мовою в Гантер-коледжі.
В молодості Марія Гребінецька була однією з найпомітніших українських співачок Північної Америки, а з роками почала виступати переважно в ролі акомпаніаторки або режисерки. Близько 20 років Гребінецька навчала дітей українців у Нью-Йорку грі на фортепіано і вокальному співу, заснувавши у 1944 році музичну студію при книгарні «Сурма», власником якої був Мирон Сурмач. Гребінецька також створила жіночий квартет, що брав участь у концертах «Сурми» на радіо.
Померла Марія Гребінецька в 1972 році в Нью-Йорку. Її архівні матеріали зберігаються в Українському історично-освітньому центері (шт. Нью-Джерзі, США).

## Ролі
В Одеській опері:
- дебют — партія Оксани в «Запорожці за Дунаєм» С. Гулака-Артемовського
- опери «Чорноморець», «Різдвяна ніч», «Наталка Полтавка», «Утоплена», «Енеїда», «Галька»

У Театрі Миколи Садовського співала всі сопранові партії. Серед них:
- Оксана («Запорожець за Дунаєм» С. Гулака-Артемовського)
- Наталка, Оксана («Наталка Полтавка», «Різдвяна ніч» М. Лисенка)
- Яриська («Брат на брата» Д. Грицинського)
- Галька («Галька» С. Монюшка)
- Маженка («Продана наречена» Б. Сметани)

В кіно:
- закадрова виконавиця ролі Марусі в однойменному фільмі Василя Авраменка (1938)[14]

## Аудіозаписи
Марія Гребінецька залишила записані на платівки пісні «Де грім за горами» і «Ой не ходи, Грицю» (березень 1933).